# Ali Abdullah Saleh
Ali Abdullah Saleh (tiếng Ả Rập: علي عبدالله صالح, ʿAlī ʿAbdullāh Ṣāliḥ; sinh ngày 21 tháng 3 năm 1947 – mất ngày 4 tháng 12 năm 2017) là một chính trị gia người Yemen. Ông từng là Tổng thống Cộng hòa Ả Rập Yemen (Bắc Yemen) từ tháng 7 năm 1978 sau vụ ám sát Tổng thống Yemen Ahmad al-Ghashmi, đến ngày 22 tháng 5 năm 1990, khi ông trở thành tổng thống đầu tiên của Yemen sau khi Yemen thống nhất. Ông lãnh đạo đất nước cho đến khi ông từ chức vào ngày 25 tháng 2 năm 2012 sau cuộc Cách mạng Yemen. Thường được mô tả như một nhà độc tài, ông đã bị buộc tội cướp bóc hàng tỷ đô la từ quốc gia Ả Rập nghèo nhất trong suốt hai thập kỷ nắm quyền.
Saleh giám sát sự phát triển của đất nước ông về mối quan hệ càng ngày càng sâu đậm hơn với các cường quốc phương Tây, đặc biệt là Hoa Kỳ, trong "Cuộc chiến chống Khủng bố" của họ. Vào năm 2011, sau khi "Mùa xuân Ả Rập" lan rộng khắp Trung Đông, bao gồm cả Yemen, thời kỳ nắm quyền của Saleh ngày càng trở nên không vững chắc cho đến khi cuối cùng ông bị lật đổ và buộc phải rời khỏi chức vụ Tổng thống vào năm 2012. Ông được thay thế bởi Abdrabbuh Mansur Hadi.
Vào tháng 5 năm 2015, Saleh đã liên minh công khai với Houthis (Ansar Allah) trong cuộc nội chiến Yemen, trong đó một phong trào biểu tình phản đối và cuộc nổi dậy tiếp theo đã chiếm được thủ đô Sana'a của Yemen, khiến Tổng thống Abdrabbuh Mansur Hadi phải từ chức và bỏ chạy khỏi đất nước.
Vào tháng 12 năm 2017, ông tuyên bố rút quân khỏi liên minh với Houthis và thay vào đó nhập vào phe với những kẻ thù cũ của ông - Saudi Arabia, Các Tiểu vương quốc Ả Rập Thống nhất và Tổng thống Hadi. Tuy nhiên, sau khi bị Houthis cáo buộc phản bội, ông đã bị giết bởi một tay bắn tỉa Houthis trong khi cố gắng chạy trốn khỏi thủ đô Sana'a giữa trận chiến năm 2017 nhằm tranh giành quyền kiểm soát Thành phố vào ngày 4 thánh 12 năm 2017.